# Eleições legislativas portuguesas de 1995 no distrito de Coimbra
| Eleições legislativas portuguesas de 1995 Distritos: Aveiro \| Beja \| Braga \| Bragança \| Castelo Branco \| Coimbra \| Évora \| Faro \| Guarda \| Leiria \| Lisboa \| Portalegre \| Porto \| Santarém \| Setúbal \| Viana do Castelo \| Vila Real \| Viseu \| Açores \| Madeira \| Estrangeiro |

## Resultados por Concelho
Os resultados nos concelhos do Distrito de Coimbra foram os seguintes:

### Arganil
| Partido                 | Partido                        | Votos  | %               | +/-   |
| ----------------------- | ------------------------------ | ------ | --------------- | ----- |
|                         | Partido Social Democrata       | 4 272  | 48,09 / 100,00  | 17,26 |
|                         | Partido Socialista             | 3 646  | 41,04 / 100,00  | 16,18 |
|                         | Partido Popular                | 448    | 5,04 / 100,00   | 2,40  |
|                         | Coligação Democrática Unitária | 111    | 1,25 / 100,00   | 0,13  |
|                         | Outros                         | 171    | 1,94 / 100,00   |       |
| Votos Inválidos         | Votos Inválidos                | 236    | 2,66 / 100,00   | 0,52  |
| Total                   | Total                          | 8 884  | 100,00 / 100,00 |       |
| Eleitorado/Participação | Eleitorado/Participação        | 12 660 | 70,17 / 100,00  | 2,84  |

### Cantanhede
| Partido                 | Partido                        | Votos  | %               | +/-   |
| ----------------------- | ------------------------------ | ------ | --------------- | ----- |
|                         | Partido Social Democrata       | 9 841  | 47,68 / 100,00  | 16,78 |
|                         | Partido Socialista             | 8 060  | 39,05 / 100,00  | 15,63 |
|                         | Partido Popular                | 1 697  | 8,22 / 100,00   | 2,18  |
|                         | Coligação Democrática Unitária | 324    | 1,57 / 100,00   | 0,22  |
|                         | Outros                         | 253    | 1,22 / 100,00   |       |
| Votos Inválidos         | Votos Inválidos                | 463    | 2,24 / 100,00   | 0,36  |
| Total                   | Total                          | 20 638 | 100,00 / 100,00 |       |
| Eleitorado/Participação | Eleitorado/Participação        | 33 127 | 62,30 / 100,00  | 0,27  |

### Coimbra
| Partido                 | Partido                        | Votos   | %               | +/-   |
| ----------------------- | ------------------------------ | ------- | --------------- | ----- |
|                         | Partido Socialista             | 46 258  | 51,81 / 100,00  | 12,32 |
|                         | Partido Social Democrata       | 24 519  | 27,46 / 100,00  | 13,21 |
|                         | Coligação Democrática Unitária | 7 522   | 8,42 / 100,00   | 0,07  |
|                         | Partido Popular                | 7 268   | 8,14 / 100,00   | 4,40  |
|                         | Outros                         | 1 838   | 2,05 / 100,00   |       |
| Votos Inválidos         | Votos Inválidos                | 1 885   | 2,11 / 100,00   | 0,04  |
| Total                   | Total                          | 89 290  | 100,00 / 100,00 |       |
| Eleitorado/Participação | Eleitorado/Participação        | 128 742 | 69,36 / 100,00  | 0,32  |

### Condeixa-a-Nova
| Partido                 | Partido                        | Votos  | %               | +/-   |
| ----------------------- | ------------------------------ | ------ | --------------- | ----- |
|                         | Partido Socialista             | 4 153  | 54,47 / 100,00  | 13,31 |
|                         | Partido Social Democrata       | 2 273  | 29,81 / 100,00  | 13,51 |
|                         | Coligação Democrática Unitária | 493    | 6,47 / 100,00   | 0,28  |
|                         | Partido Popular                | 382    | 5,01 / 100,00   | 2,78  |
|                         | Outros                         | 144    | 1,89 / 100,00   |       |
| Votos Inválidos         | Votos Inválidos                | 179    | 2,35 / 100,00   | 0,29  |
| Total                   | Total                          | 7 624  | 100,00 / 100,00 |       |
| Eleitorado/Participação | Eleitorado/Participação        | 10 926 | 69,78 / 100,00  | 1,62  |

### Figueira da Foz
| Partido                 | Partido                        | Votos  | %               | +/-   |
| ----------------------- | ------------------------------ | ------ | --------------- | ----- |
|                         | Partido Socialista             | 18 178 | 51,14 / 100,00  | 15,98 |
|                         | Partido Social Democrata       | 10 732 | 30,19 / 100,00  | 16,77 |
|                         | Partido Popular                | 2 776  | 7,81 / 100,00   | 4,67  |
|                         | Coligação Democrática Unitária | 2 208  | 6,21 / 100,00   | 0,23  |
|                         | Outros                         | 772    | 2,17 / 100,00   |       |
| Votos Inválidos         | Votos Inválidos                | 879    | 2,47 / 100,00   | 0,13  |
| Total                   | Total                          | 35 545 | 100,00 / 100,00 |       |
| Eleitorado/Participação | Eleitorado/Participação        | 55 707 | 63,81 / 100,00  | 0,03  |

### Góis
| Partido                 | Partido                  | Votos | %               | +/-   |
| ----------------------- | ------------------------ | ----- | --------------- | ----- |
|                         | Partido Socialista       | 1 608 | 50,58 / 100,00  | 20,83 |
|                         | Partido Social Democrata | 1 306 | 41,08 / 100,00  | 18,63 |
|                         | Partido Popular          | 101   | 3,18 / 100,00   | 0,68  |
|                         | Outros                   | 85    | 2,67 / 100,00   |       |
| Votos Inválidos         | Votos Inválidos          | 79    | 2,48 / 100,00   | 0,20  |
| Total                   | Total                    | 3 179 | 100,00 / 100,00 |       |
| Eleitorado/Participação | Eleitorado/Participação  | 4 856 | 65,47 / 100,00  | 0,15  |

### Lousã
| Partido                 | Partido                        | Votos  | %               | +/-     |
| ----------------------- | ------------------------------ | ------ | --------------- | ------- |
|                         | Partido Socialista             | 4 447  | 55,05 / 100,00  | 16,73   |
|                         | Partido Social Democrata       | 2 523  | 31,23 / 100,00  | 18,09   |
|                         | Partido Popular                | 487    | 6,03 / 100,00   | 3,51    |
|                         | Coligação Democrática Unitária | 221    | 2,74 / 100,00   | Estável |
|                         | Outros                         | 144    | 1,77 / 100,00   |         |
| Votos Inválidos         | Votos Inválidos                | 256    | 3,17 / 100,00   | 0,35    |
| Total                   | Total                          | 8 078  | 100,00 / 100,00 |         |
| Eleitorado/Participação | Eleitorado/Participação        | 11 670 | 69,22 / 100,00  | 0,92    |

### Mira
| Partido                 | Partido                        | Votos  | %               | +/-   |
| ----------------------- | ------------------------------ | ------ | --------------- | ----- |
|                         | Partido Socialista             | 3 506  | 47,33 / 100,00  | 16,23 |
|                         | Partido Social Democrata       | 3 047  | 41,14 / 100,00  | 16,64 |
|                         | Partido Popular                | 524    | 7,07 / 100,00   | 3,26  |
|                         | Coligação Democrática Unitária | 101    | 1,36 / 100,00   | 0,15  |
|                         | Outros                         | 101    | 1,36 / 100,00   |       |
| Votos Inválidos         | Votos Inválidos                | 128    | 1,73 / 100,00   | 0,02  |
| Total                   | Total                          | 7 407  | 100,00 / 100,00 |       |
| Eleitorado/Participação | Eleitorado/Participação        | 11 500 | 64,41 / 100,00  | 3,10  |

### Miranda do Corvo
| Partido                 | Partido                        | Votos  | %               | +/-   |
| ----------------------- | ------------------------------ | ------ | --------------- | ----- |
|                         | Partido Socialista             | 3 695  | 54,90 / 100,00  | 15,57 |
|                         | Partido Social Democrata       | 2 355  | 34,99 / 100,00  | 15,88 |
|                         | Partido Popular                | 264    | 3,92 / 100,00   | 1,98  |
|                         | Coligação Democrática Unitária | 135    | 2,01 / 100,00   | 0,44  |
|                         | Outros                         | 112    | 1,66 / 100,00   |       |
| Votos Inválidos         | Votos Inválidos                | 170    | 2,52 / 100,00   | 0,51  |
| Total                   | Total                          | 6 731  | 100,00 / 100,00 |       |
| Eleitorado/Participação | Eleitorado/Participação        | 10 046 | 67,00 / 100,00  | 0,85  |

### Montemor-o-Velho
| Partido                 | Partido                        | Votos  | %               | +/-   |
| ----------------------- | ------------------------------ | ------ | --------------- | ----- |
|                         | Partido Socialista             | 7 729  | 55,51 / 100,00  | 16,62 |
|                         | Partido Social Democrata       | 4 065  | 29,20 / 100,00  | 14,11 |
|                         | Partido Popular                | 777    | 5,58 / 100,00   | 2,16  |
|                         | Coligação Democrática Unitária | 732    | 5,26 / 100,00   | 0,46  |
|                         | Outros                         | 306    | 2,19 / 100,00   |       |
| Votos Inválidos         | Votos Inválidos                | 314    | 2,25 / 100,00   | 0,68  |
| Total                   | Total                          | 13 923 | 100,00 / 100,00 |       |
| Eleitorado/Participação | Eleitorado/Participação        | 22 265 | 62,53 / 100,00  | 3,36  |

### Oliveira do Hospital
| Partido                 | Partido                  | Votos  | %               | +/-   |
| ----------------------- | ------------------------ | ------ | --------------- | ----- |
|                         | Partido Social Democrata | 5 994  | 45,73 / 100,00  | 19,75 |
|                         | Partido Socialista       | 5 299  | 40,43 / 100,00  | 15,50 |
|                         | Partido Popular          | 1 161  | 8,86 / 100,00   | 5,33  |
|                         | Outros                   | 331    | 2,53 / 100,00   |       |
| Votos Inválidos         | Votos Inválidos          | 322    | 2,46 / 100,00   | 0,38  |
| Total                   | Total                    | 13 107 | 100,00 / 100,00 |       |
| Eleitorado/Participação | Eleitorado/Participação  | 19 145 | 68,46 / 100,00  | 2,19  |

### Pampilhosa da Serra
| Partido                 | Partido                  | Votos | %               | +/-   |
| ----------------------- | ------------------------ | ----- | --------------- | ----- |
|                         | Partido Social Democrata | 1 874 | 53,07 / 100,00  | 16,64 |
|                         | Partido Socialista       | 1 359 | 38,49 / 100,00  | 18,76 |
|                         | Partido Popular          | 124   | 3,51 / 100,00   | 0,69  |
|                         | Outros                   | 108   | 3,06 / 100,00   |       |
| Votos Inválidos         | Votos Inválidos          | 66    | 1,87 / 100,00   | 0,27  |
| Total                   | Total                    | 3 531 | 100,00 / 100,00 |       |
| Eleitorado/Participação | Eleitorado/Participação  | 5 784 | 61,05 / 100,00  | 1,26  |

### Penacova
| Partido                 | Partido                        | Votos  | %               | +/-   |
| ----------------------- | ------------------------------ | ------ | --------------- | ----- |
|                         | Partido Social Democrata       | 4 136  | 44,81 / 100,00  | 16,34 |
|                         | Partido Socialista             | 3 963  | 42,93 / 100,00  | 14,51 |
|                         | Partido Popular                | 526    | 5,70 / 100,00   | 2,55  |
|                         | Coligação Democrática Unitária | 227    | 2,46 / 100,00   | 0,03  |
|                         | Outros                         | 154    | 1,66 / 100,00   |       |
| Votos Inválidos         | Votos Inválidos                | 225    | 2,44 / 100,00   | 0,47  |
| Total                   | Total                          | 9 231  | 100,00 / 100,00 |       |
| Eleitorado/Participação | Eleitorado/Participação        | 14 234 | 64,85 / 100,00  | 1,00  |

### Penela
| Partido                 | Partido                        | Votos | %               | +/-   |
| ----------------------- | ------------------------------ | ----- | --------------- | ----- |
|                         | Partido Social Democrata       | 2 177 | 54,77 / 100,00  | 11,17 |
|                         | Partido Socialista             | 1 395 | 35,09 / 100,00  | 10,42 |
|                         | Partido Popular                | 144   | 3,62 / 100,00   | 1,29  |
|                         | Coligação Democrática Unitária | 42    | 1,06 / 100,00   | 0,13  |
|                         | Outros                         | 78    | 1,96 / 100,00   |       |
| Votos Inválidos         | Votos Inválidos                | 139   | 3,50 / 100,00   | 1,25  |
| Total                   | Total                          | 3 975 | 100,00 / 100,00 |       |
| Eleitorado/Participação | Eleitorado/Participação        | 6 174 | 64,38 / 100,00  | 0,62  |

### Soure
| Partido                 | Partido                        | Votos  | %               | +/-   |
| ----------------------- | ------------------------------ | ------ | --------------- | ----- |
|                         | Partido Socialista             | 7 179  | 57,57 / 100,00  | 14,61 |
|                         | Partido Social Democrata       | 3 603  | 28,89 / 100,00  | 12,55 |
|                         | Partido Popular                | 547    | 4,39 / 100,00   | 1,90  |
|                         | Coligação Democrática Unitária | 493    | 3,95 / 100,00   | 0,99  |
|                         | Outros                         | 257    | 2,07 / 100,00   |       |
| Votos Inválidos         | Votos Inválidos                | 391    | 3,14 / 100,00   | 0,30  |
| Total                   | Total                          | 12 470 | 100,00 / 100,00 |       |
| Eleitorado/Participação | Eleitorado/Participação        | 19 503 | 63,94 / 100,00  | 0,65  |

### Tábua
| Partido                 | Partido                        | Votos  | %               | +/-   |
| ----------------------- | ------------------------------ | ------ | --------------- | ----- |
|                         | Partido Social Democrata       | 3 528  | 48,23 / 100,00  | 17,00 |
|                         | Partido Socialista             | 2 933  | 40,10 / 100,00  | 17,22 |
|                         | Partido Popular                | 438    | 5,99 / 100,00   | 1,03  |
|                         | Coligação Democrática Unitária | 96     | 1,31 / 100,00   | 0,26  |
|                         | Outros                         | 135    | 1,85 / 100,00   |       |
| Votos Inválidos         | Votos Inválidos                | 185    | 2,53 / 100,00   | 0,47  |
| Total                   | Total                          | 7 315  | 100,00 / 100,00 |       |
| Eleitorado/Participação | Eleitorado/Participação        | 10 940 | 66,86 / 100,00  | 2,21  |

### Vila Nova de Poiares
| Partido                 | Partido                        | Votos | %               | +/-   |
| ----------------------- | ------------------------------ | ----- | --------------- | ----- |
|                         | Partido Socialista             | 1 635 | 44,54 / 100,00  | 17,02 |
|                         | Partido Social Democrata       | 1 502 | 40,92 / 100,00  | 19,02 |
|                         | Partido Popular                | 252   | 6,86 / 100,00   | 3,80  |
|                         | Coligação Democrática Unitária | 71    | 1,93 / 100,00   | 0,66  |
|                         | Outros                         | 79    | 2,15 / 100,00   |       |
| Votos Inválidos         | Votos Inválidos                | 132   | 3,60 / 100,00   | 0,77  |
| Total                   | Total                          | 3 671 | 100,00 / 100,00 |       |
| Eleitorado/Participação | Eleitorado/Participação        | 5 662 | 64,84 / 100,00  | 0,55  |